# Liste in Eritrea vorhandener Dampflokomotiven
Dies ist eine Liste erhaltener Dampflokomotiven auf dem Gebiet von Eritrea.

## Schmalspurlokomotiven 950 mm
Aufgrund von italienischer Kolonialgeschichte wurden öffentliche Bahnen in Eritrea überwiegend in „italienischer Meterspur“, 950 mm Spurweite, errichtet. Alle heute erhaltenen Dampflokomotiven wurden von italienischen Lokomotivfabriken hergestellt.
| Foto | Nummer oder Name           | Bauart / Achsfolge | Hersteller | Fabrik- nr. | Baujahr | Historie | Eigentümer / Betreiber / Strecke | Standort | Bemerkungen       |
| ---- | -------------------------- | ------------------ | ---------- | ----------- | ------- | -------- | -------------------------------- | -------- | ----------------- |
|      | Ferrovie eritree R 202-002 | B n2t              | Breda      | 2169        | 1927    |          |                                  | Asmara   | [ 1 ]             |
|      | Ferrovie eritree R 202-004 | B n2t              | Breda      | 2272        | 1925    |          |                                  | Asmara   | [ 2 ]             |
|      | Ferrovie eritree R 202-008 | B n2t              | Breda      | 2454        | 1937    |          |                                  | Asmara   | [ 3 ]             |
|      | Ferrovie eritree R 202-009 | B n2t              | Breda      | 2455        | 1937    |          |                                  | Asmara   | Ersatzteilspender |
|      | Ferrovie eritree R 202-010 | B n2t              | Breda      | 2456        | 1937    |          |                                  | Asmara   | [ 5 ]             |
|      | Ferrovie eritree R 202-011 | B n2t              | Breda      | 2457        | 1937    |          |                                  | Asmara   | [ 6 ]             |
|      | Ferrovie eritree R 440-008 | B’B                | Ansaldo    | 1162        | 1915    | ex FS    |                                  | Asmara   | [ 7 ]             |
|      | Ferrovie eritree R 442-54  | B’B                | Ansaldo    | 1364        | 1939    |          |                                  | Asmara   | [ 8 ]             |
|      | Ferrovie eritree R 442-55  | B’B                | Ansaldo    | 1365        | 1939    |          |                                  | Asmara   | [ 9 ]             |
|      | Ferrovie eritree R 442-56  | B’B                | Ansaldo    | 1366        | 1939    |          |                                  | Asmara   | [ 10 ]            |
|      | Ferrovie eritree R 442-59  | B’B                | Ansaldo    | 1369        | 1939    |          |                                  | Asmara   | [ 11 ]            |